# Der Marsch (Film)
Der Marsch (englischer Originaltitel: The March) ist ein britisches Fernseh-Drama aus dem Jahr 1990 von David Wheatley, das auf einem Drehbuch von William Nicholson basiert. Er geht von einer unbestimmten Zukunft aus, in der aufgrund des Klimawandels große Teile Afrikas unbewohnbar geworden sind und in Europa die durch Fremdenfeindlichkeit geprägte Spannungen zugenommen haben.

## Handlung
Hauptpersonen sind die Irin Clare Fitzgerald, Kommissarin für Entwicklung bei der Europäischen Gemeinschaft, und der Nordafrikaner Isa El-Mahdi, der einen Marsch von vom Hunger bedrohten Flüchtlingen aus sudanesischen Flüchtlingslagern nach Europa organisiert. Seine Hoffnung bei der Organisation dieses Marsches: „Wir glauben, wenn ihr uns vor euch seht, werdet ihr uns nicht sterben lassen. Deswegen kommen wir nach Europa. Wenn ihr uns nicht helft, dann können wir nichts mehr tun, wir werden sterben, und ihr werdet zusehen, wie wir sterben, und möge Gott uns allen gnädig sein.“
Während der Marsch über Libyen, Algerien und Marokko auf dem Weg ist, setzt sich die Kommissarin intensiv für eine Verhandlungslösung ein, doch sie scheitert bei den verschiedenen europäischen Gremien ebenso wie an der kompromisslosen Haltung El-Mahdis, der sich nicht davon abbringen lassen will, Europa zu erreichen. Eine hoch gerüstete „Europa-Sicherheitsbrigade“ wird indes mobilgemacht, und der afroamerikanische US-Präsidentschaftskandidat Brown nutzt den Marsch für seine Wahlkampfzwecke aus, indem er sich als Teil der „Show“ inszeniert und die Flüchtenden bewaffnen will.
Die Teilnehmer des Marsches, deren Zahl immer größer wird und schließlich Millionen Menschen umfasst, setzen mit vielen Booten nach Europa über. Ein Junge aus der Gruppe, die zuerst den spanischen Strand erreicht, feuert mit einer mitgenommenen Pistole vor Freude in die Luft und wird daraufhin sofort von einem Soldaten der Sicherheitsbrigade erschossen. Die Teilnehmer des Marsches gehen trotzdem an Land und jubeln über ihren Erfolg. Im Schlussbild wird gezeigt, dass sie inmitten des spanischen Touristenorts plötzlich auf schwer bewaffnete europäische Soldaten stoßen. Der Jubel verhallt auf der Stelle. Der Film blendet die Szene ab und endet mit den Schlussworten der Kommissarin, einer Ansprache an El-Mahdi: „Wir brauchen euch, wie ihr uns braucht. Wir können nicht weitermachen, wie bisher. Ihr könnt uns helfen, die Zerstörung aufzuhalten, die wir anrichten. Aber wir sind noch nicht bereit für euch [ein Satz, der während des Films mehrfach ausgesprochen wird], ihr müsst uns noch mehr Zeit geben.“
Der Film ist ein Plädoyer für mehr Einsatz der Industrieländer für die Entwicklungsländer, wobei er im Wesentlichen die Perspektive der wohlwollenden Kommissarin behält. Die protestierenden Schwarzafrikaner werden hingegen von außen gesehen.

## Kritik
„Aufwendig produzierter Fernsehfilm über einen Fall ökologischer Völkerwanderung; trotz folkloristischer Einlagen und einer Dramaturgie, die eher unterhalten will, ein überdenkenswertes Szenario.“